# Sandra Bokvist Christensen
Sandra Bokvist Christensen  (født 10. november 1995) er en dansk atlet. 
Bokvist Christensen er medlem af Amager AC. Hun vandt som 15-årig sølv i højdespring ved de danske mesterskaber 2010.
Hun var på landsholdet ved Hold-EM 2011, hvor hun tangerede sin personlige rekord på 1,70 som hun havde sprunget ved udtagelsesstævnet. Med yderligere en tangering blev hun dansk mester senere samme år. Med 1.73 meter satte hun personlig rekord et indestævne i Hvidovre Atletikhal 12. februar 2012. 
Bokvist Christensen klarede 1,77 meter ved Tårnby Games i maj 2013, det er det højeste spring af en dansk kvinde i mere end 10 år.
Bokvist Christensen går på en fire årig Team Danmark uddannelse på Falkonergården på Frederiksberg.
Bokvist Christensen trænes af Peter Skoumal. 

## Danske mesterskaber
- Guld 2012 Højdespring-inde 1,67
- Guld 2011 Højdespring 1,70
- Sølv 2010 Højdespring 1,61

## Personlige rekorder
- Højdespring: 1,73 2012
- Højdespring-inde: 1,77 2013